# Arianna Barbieri
Arianna Barbieri (ur. 23 lutego 1989 w Camposampiero) – włoska pływaczka specjalizująca się w stylu grzbietowym. Trzykrotna wicemistrzyni Europy 2012 na dystansach: 50 i 100 m stylem grzbietowym oraz w sztafecie 4 x 100 m stylem zmiennym.
Uczestniczka igrzysk olimpijskich w Londynie (2012) na 100 m grzbietem (13. miejsce) i w sztafecie 4 x 100 m stylem zmiennym.